# La paradoja del asesino
La paradoja del asesino (en hangul, 살인자ㅇ난감; romanización revisada, SalinjaㅇNangam; literalmente, «Juguete asesino») es una serie de televisión surcoreana dirigida por Lee Chang-hee y protagonizada por Choi Woo-shik, Son Seok-koo y Lee Hee-joon. Basada en el homónimo webtoon escrito por Kkomabi y dividida en ocho capítulos, estará disponible en la plataforma Netflix desde el 9 de febrero de 2024.

## Sinopsis
Es la historia de un hombre que accidentalmente comienza a matar, y un detective que lo persigue tenazmente. Seis meses después de terminar su servicio militar, Lee Tang es un estudiante universitario normal y corriente. El futuro no es tan brillante. Parece difícil que encuentre trabajo (más allá de la tienda donde trabaja a tiempo parcial) y solo está pensando en irse de Corea de vacaciones. Una noche, llega a su tienda un par de clientes ebrios que causan disturbios; cuando vuelve a encontrarlos  camino a casa, accidentalmente mata a uno de ellos y así, inicia una cadena de asesinatos. Un detective de homicidios instintivamente sospecha de Lee Tang, pero no hay pruebas. Además, como el muerto resulta ser un asesino en serie buscado desde hacía doce años, el rumbo del caso se hace impredecible.

## Reparto

### Principal
- Choi Woo-shik como Lee Tang, un estudiante universitario común y corriente que se da cuenta de que tiene la capacidad de identificar personas malvadas después de su primer asesinato accidental.[4][5]
- Son Seok-koo como Jang Nan-gam, un detective que investiga un caso de asesinato cometido por Lee Tang.[6][4][5]
- Lee Hee-joon como Song Chon, un exdetective que se dedica a impartir justicia a su modo, y que persigue a Lee Tang.[4][5][7]
- Kim Yo-han como Roh Bin, un jáquer que desarrolla un extraño trabajo en equipo con Lee Tang.[8][9]

### Secundario

#### Comisaría de Daejeon
- Hyun Bong-sik como Park Chung-jin, detective veterano del equipo de delitos violentos en la comisaría de Daejeon.[10]
- Kwon Da-ham como Ahn Yong-jae, un joven detective de delitos violentos que trabaja en pareja con Nan-gam.[11]
- Oh Hye-won como la teniente Lee Yoo-jeong, de la comisaría de Daejeon, especializada en perfilar criminales y a cargo de una unidad especial que se disuelve a los cuatro meses sin resultados.[12]
- Park Kyung-geun como el jefe del departamento de crímenes violentos de la comisaría de Daejeon.
- Jang Joo-hui como el jefe del equipo 1 de crímenes violentos.
- Lee Ji-hoon como Moon Myeong-jun, nuevo jefe de detectives.

#### Criminales y víctimas
- Jung Yi-seo como Seon Yeo-ok, una joven que pasa por la calle cuando se produce el primer homicidio, y que guarda más de un secreto.[13]
- Jo Hyun-woo como Kim Myeong-jin/Yeo Bu-il, un cliente de la tienda donde trabaja Tang que resulta ser un hombre buscado por la policía como presunto autor de varios asesinatos.[14]
- Moon Young-dong como Lee Gwan-hun, que llega ebrio a la tienda donde trabaja Tang y discute con él.
- Roh Jae-won como Ha Sang-min, un hombre que mientras está preparando su boda comienza una relación con otra mujer, una antigua compañera de escuela.[15][16]
- Lim Se-joo como Choi Kyung-ah/Choi In-seon, compañera de trabajo de Lee Tang en un supermercado; es una mujer que intenta pasar desapercibida viviendo en un lugar apartado, porque un exnovio puso en circulación un vídeo íntimo de ambos. Aunque cambió de nombre e incluso de aspecto, aún teme que la reconozcan.[12]
- Lee Joo-young como la madre de Kyung-ah.
- Seo Jae-kwon como Kang Jae-jun, un estudiante de secundaria autor de un crimen.
- Baek Yoo-seong como Lee Jin-seong, compañero de clase de Jae-jun, también perpetrador de un crimen que se siente protegido por el poder que tienen sus padres.
- Lee So-won como Kang Yeon-seo.[17]
- Lee Joong-ok como Kang Sang-muk, el padre de Yeon-seo, que lucha después de perder trágicamente a su hija.[12][18]
- Nam Jin-bok como el fiscal Ji.[10]
- Han Ji-an como Hyeong Ji-su, nieta del presidente de la empresa constructora Buyeon, Hyeong Jeong-guk.[19]
- Seung Eui-yeol como Hyeong Jeong-guk, presidente de la constructora Buyeon, que quiere castigar al responsable de la muerte de su hija.

#### Entorno de Lee Tang
- Choi Sun-woo como Kyung-hwan, compañero de estudios y amigo de Lee Tang.
- Kim Min-ju como Lee Yeong, hermana de Tang.
- Oh Min-ae como la madre de Tang.
- Heo Sun-haeng como el padre de Tang.

#### Familia de Nan-gam
- Lee Joo-won como Jang Gab-su, el padre de Nan-gam, antiguo detective de la comisaría de Daejeon, ahora en coma en un hospital tras una agresión.[20]
- Yang Mal-bok como la madre de Nan-gam.

#### Tienda de conveniencia OS25
- Park Ji-han como Jeong Kang-hyo, gerente de la tienda de conveniencia donde trabaja Lee Tang.
- Jeong Hoe-rin como Eun Seon, dependienta.

#### Otros
- Joo Joo-young, la madre de Kang Jae-jun.
- Lee Ji-hoon como el jefe Moon.
- Han Yun-ji como Hyun-ji, la prometida de Sang-min.

## Producción
La paradoja del asesino es una coproducción de Showbox y Let's Film. Está basada en el homónimo webtoon escrito por Kkomabi (aunque tomó el seudónimo de Nomabi para esta ocasión), que se publicó por entregas en Naver Webtoon desde julio de 2010 hasta junio de 2011, y cuyo tema central es el de cómo afrontar el bien y el mal, el crimen y el castigo, y qué es la justicia. Recibió en su momento varios premios, como el Korea Content Awards, Comics Rookie Award, y el Today's Our Comics Award. Aunque no destacaba por el dibujo, sí se consideró que la descripción psicológica era excelente y tenía buen poder de atracción para crear una serie.
En el proceso de adaptación del webtoon, y dado que este se había publicado más de diez años antes, se actualizaron y modificaron algunos elementos; por ejemplo, Lee Tang coge el martillo en el primer episodio para colgar un cartel sobre «vacaciones de trabajo», tema de interés de los estudiantes universitarios en estos días, y no un reloj de pared. Kkomabi reaccionó ante la serie unos días después de su estreno, publicando un mensaje de felicitación a los autores de la adaptación televisiva.
El título es anfibológico y se presta a dos lecturas: puede ser 'juguete asesino', como para indicar que el asesinato puede ser un juego, o 'vergüenza de asesino', que podría referirse a la difícil situación por la que atraviesa el asesino protagonista. Se trata de un recurso buscado por el autor Komabi: «aunque la historia es abierta, quería incluir una imagen ambigua [...] Quería probar algo que cambie según la persona que lo lea. Hice algunos juegos de palabras para aprovechar la grandeza del hangul.
El director es Lee Chang-hee, responsable también de la serie Hell Is Other People (OCN, 2019) y de la película The Vanished (2018), versión surcoreana del filme español El cuerpo (Oriol Paulo, 2012). Acerca de su trabajo en la serie, Lee declaró que Había prestado «atención a expresar de manera realista los elementos de dibujos animados del trabajo original» y que no hay ninguna glorificación del asesinato, añadiendo que «es un trabajo con el que incluso los fanáticos de la obra original estarán satisfechos».
Durante el rodaje se produjo un incidente debido a que el equipo de producción introdujo un camión de comida en un área protegida en terrenos de la Universidad de Cheongnam, donde está prohibido cocinar por la presencia de fuentes para el abastecimiento de agua de la ciudad de Cheongju. Las autoridades administrativas y la policía judicial iniciaron una investigación. La violación de esta norma puede acarrear una pena de hasta dos años de prisión o una multa de hasta veinte millones de wones.
Para dar mayor verosimilitud a los personajes interpretados por diversos actores (adultos e infantiles), como es el caso de Son Seok-koo,  se recurrió a superponer una imagen del actor adulto en su niñez sobre el rostro del actor infantil mediante técnicas de gráfica por ordenador, de manera que aumentara el parecido.
El 29 de enero de 2024 se lanzaron el avance y el cartel principales de la serie. La producción se presentó el 1 de febrero de 2024 en un hotel de Itaewon-dong, Seúl, con la presencia del director y los tres protagonistas. Seis días después Netflix publicó un vídeo sobre la realización de la serie.

## Audiencia y recepción
La serie ocupó el primer lugar en once países (todos asiáticos) durante su primera semana de emisión, y el cuarto puesto en la categoría de programas de televisión global de lengua no inglesa en Netflix. En los tres primeros días registró 3 100 000 visitas.En su país, la serie fue la más vista entre los contenidos disponibles en plataformas audiovisuales durante los días de celebración del Año Nuevo Lunar.

### Crítica
Yoon Hyo-jeong (News 1) comenta, a propósito de los cuatro primeros episodios de la serie: «la historia, que poco a poco va creciendo en escala, avanza de forma ordenada y sin detalles innecesarios. Los escenarios, que dependen del azar, pueden parecer un poco descuidados, pero lo compensan con el aura de los personajes». Destaca también la actuación del trío protagonista, que hace honor a las expectativas suscitadas cuando se dieron a conocer sus nombres.

### Controversias
Los medios de comunicación surcoreanos se hicieron eco de una controversia surgida en las redes sociales acerca del presunto parecido de uno de los personajes de la serie, el corrupto Hyeong Jeong-guk, presidente de la constructora Buyeon, con el líder del Partido Demócrata de Corea Lee Jae-myung. No solo se mencionaba el parecido físico, sino también algunas coincidencias difícilmente casuales: la escena en que come sushi en la cárcel, y que no aparece en el webtoon original, recuerda la sospecha de que la esposa de Lee pagó sushi con una tarjeta corporativa; además, el número de prisionero 4421 que luce el personaje evoca los 442,1 mil millones de wones en ganancias obtenidos por un polémico proyecto inmobiliario en Daejang-don en el que intervino Lee Jae-myung. Fuentes de Netflix rechazaron estas acusaciones considerándolas totalmente infundadas. El director Lee Chang-hee declaró al respecto: «si tuviera la intención de reflejar mis puntos de vista políticos en mi trabajo, no habría utilizado un método tan mezquino».